# Waris Dirie
Waris Dirie (somali: Waris Diiriye; àrab: واريس ديري, Wārīs Dīrī) (regió de Gaalkacyo, Somàlia, 21 d'octubre de 1965) és una model, escriptora i activista social. De 1997 a 2003 va ser ambaixadora especial de l'ONU contra la mutilació genital femenina (MGF). El 2002 va fundar la seva pròpia organització, la Fundació Waris Dirie per lluitar contra la MGF.

## Biografia
Dirie va néixer en una família musulmana somali (Waris vol dir 'Flor del desert'). Quan tenia tres anys va ser mutilada genitalment. Als tretze anys va ser lliurada a un home molt més gran que ella en un matrimoni arreglat i va fugir a través del desert cap a la capital de Somàlia, Mogadiscio, a casa d'uns familiars. El 1981 es traslladà a viure a Londres, a casa del seu oncle, ambaixador de Somàlia, on va treballar en feines de servei de la casa. Quan el seu oncle va haver d'abandonar Londres, per la Guerra civil a Somàlia, Waris va estar vivint als carrers londinencs; en aquesta època treballava com a empleada de la neteja a McDonald's, on, per casualitat, va ser descoberta pel fotògraf anglès Terence Donovan quan tenia 18 anys, que la va fotografiar, amb la llavors desconeguda model Naomi Campbell per a la portada del calendari Pirelli de 1987. Poc després va ser la primera dona de color que va aparèixer a la portada de Vogue a Europa. Va treballar per Chanel, L'Oréal, Revlon, Versace, Cartier, per a la marca Levi’s i moltes d'altres. També va aparèixer en les passarel·les de moda de Londres, Milà, París i Nova York. El 1995 la cadena de televisió BBC realitzà un documental sobre la seva vida, Una nòmada a Nova York.
L'any 1997, en el cim de la seva carrera com a model, en una entrevista amb la columnista de la revista Marie Claire Laura Ziv, parla per primera vegada sobre la seva mutilació genital; desperta l'atenció dels mitjans de comunicació de tot el món. Aquest mateix any va ser nomenada ambaixadora especial de l'ONU contra la mutilació genital femenina. Viatja a Somàlia a visitar la seva família el 1997 i el 2000. El 1998 va sortir a la venda el seu llibre Flor del desert, en què parla, entre altres coses, de la seva mutilació; el mateix any les lectores americanes de la revista Glamur Magazine la trien Dona de l'any i rep el Premi Àfrica del govern alemany pel seu treball a favor dels drets de les dones africanes. El 2001 publica el seu segon llibre, Desert Dawn, pel qual rep, al costat de Paulo Coelho, el premi Corine Award pel llibre més venut de l'any 2002. El 2005 publica Nenes del desert, per al qual Dirie investiga durant dos anys a les principals ciutats europees la mutilació genital en les comunitats africanes. Amb aquest llibre comença una campanya a nivell europeu contra la mutilació genital femenina. El 2007 publica Cartes a la meva mare, que es convertí en un nou èxit de vendes.
L'any 2002 crea la Waris Dirie Foundation a Viena, que recol·lecta diners per lluitar contra la mutilació genital i ajudar les seves víctimes. El 2004 Mikhaïl Gorbatxov li lliura el Premi Women's World Award creat aquell mateix any. Waris obre la conferència mundial contra la MGF que té lloc a Nairobi, on dona a conèixer per primera vegada el «Waris Dirie Manifesto» contra la MGF. El març de 2000 rep la nacionalitat austríaca. El 25 de gener de 2006, després de parlar a Brussel·les amb tots els ministres dels estats membres de la Unió Europea, es va introduir el tema de la MGF en l'Agenda Europea. Després d'això es van introduir en nombrosos estats europeus mesures contra la mutilació i la seva prevenció. El 2007 Dirie va començar una campanya contra la mutilació genital al costat d'Scotland Yard i la BBC a Anglaterra.
El 12 de juliol de 2007 el president francès, Nicolas Sarkozy condecora Dirie, per primera vegada una dona per la seva lluita pels drets de les dones, amb el Chevalier de la Légion d'Honneur. Al setembre de 2007 rep de Christine Egerszegi-Obrist, del Parlament suís, el guardó Prix donis Générations de la World Demographic Association. La cadena de televisió àrab Al-Jazeera va convidar Dirie al programa amb Riz Khan, on parla, per primera vegada, davant una audiència àrab de més de 100 milions d'espectadors sobre el tema tabú de la mutilació genital femenina. Li va seguir el programa sobre la MGF amb Waris Dirie del canal per a joves Pan Arabic Youth Channel.
L'abril de 2008 va començar el rodatge de la pel·lícula basada en el seu llibre Flor del desert a Djibuti, del qual és coproductora, i el seu paper és interpretat per Liya Kebede. La pel·lícula es va estrenar a la tardor de 2009. El gener de 2009 va ser una de les fundadores de la PPR Foundation for Women's Dignity and Rights, al costat de François-Henri Pinault i la seva dona Salma Hayek, fundació que recol·lecta diners per a escoles i clíniques a Somàlia.